# Lombera (Los Corrales de Buelna)
Barrio de Los Corrales de Buelna donde fueron encontradas la Primera, Segunda (ambas en el año 1937) y Tercera estela de Lombera (año 1995).
Dispone de un apeadero de tren, el cual se encuentra en el punto kilométrico 476,9 de la línea férrea de ancho ibérico Palencia-Santander a 98 metros de altitud. Históricamente dicho kilometraje se corresponde con el trazado Madrid-Santander por Palencia y Alar del Rey.